# Кос ІІІ

Герб Кос III

Кос III — кашубський шляхетський герб, від якого відомим залишилось тільки зображення однієї деталі.

## Опис
Опис герба прийнятий за дослідженнями науковця Альфреда Знаєровського: «стріла, з одного боку, рогатина з іншого боку, без правого рогача».
Найперша згадка: герб Бартоша Коса (Bartosza Kosa) — 1570 року.
Проте, родини, які жили в Кашубщині зазвичай користувались гербами Кос та Кос ІІ.
Елемент гербу Кос ІІІ присутній на гербах українських шляхтичів, зокрема Криштофа Нечковського та інших.